# Gull-Þóris saga

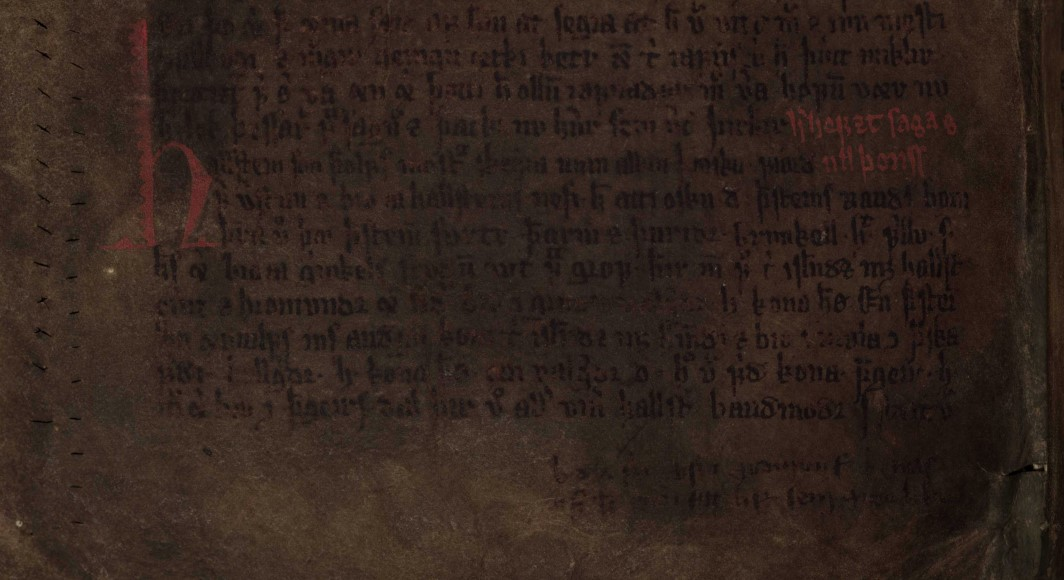

La Gull-Þóris saga (che in italiano significa Saga di Þórir dell'Oro) è una saga degli Islandesi scritta in Islanda in norreno intorno al XIII-XIV secolo; la vicenda narrata è ambientata intorno al IX-X secolo.